# Squatter's Cabin
 (juin 2020).
La Squatter's Cabin est une cabane américaine dans le comté de Tulare, en Californie. Située dans la Giant Forest du parc national de Sequoia, elle est inscrite au Registre national des lieux historiques depuis le 8 mars 1977.